# Усилитель заряда
Усилитель заряда — это устройство, предназначенное для сопряжения пьезоэлектрических датчиков, которые имеют большое активное внутреннее сопротивление, с последующими каскадами измерительных приборов.
Выходной сигнал обычных усилителей сильно зависит от паразитной ёмкости датчика, ёмкости монтажа, входного импеданса операционного усилителя и ёмкости подводящих проводов. Для устранения влияния паразитной ёмкости схему преобразователя выполняют на базе интегратора тока. Источник заряда из датчика разряжается на виртуальный ноль на входе операционного усилителя, и таким образом изменяет напряжение Uout без заряда паразитных ёмкостей напряжением Uin. Выходное напряжение усилителя заряда {\displaystyle U_{OUT}(t)} равно отношению заряда датчика {\displaystyle q_{c}(t)} к ёмкости обратной связи {\displaystyle C} интегратора: {\displaystyle U_{OUT}(t)={q_{c}(t) \over C}}.